# Strada M1 (Russia)
La strada M1 «Belarus'» (letteralmente: «Bielorussia») è una strada federale della Russia, che collega Mosca con il confine bielorusso, oltre il quale prosegue con la denominazione di M1.
La strada costituisce un asse di grande importanza, che collega la capitale russa con i paesi dell'Europa occidentale; è parte dell'itinerario europeo E30 e dell'itinerario asiatico AH6.